# Żytyń Mały
Żytyń Mały (ukr. Малий Житин) – wieś na Ukrainie, w rejonie rówieńskim obwodu rówieńskiego, na Wołyniu.
Pod koniec XIX w. we wsi znajdowała się drewniana cerkiew parafialna pw. św. Paraskiewii ufundowana w 1783 r. przez właścicielkę wsi Ratomską i młyn wodny.
W okolicach tej miejscowości w 1920 rozgrywała się bitwa pod Równem.

## Bibliografia

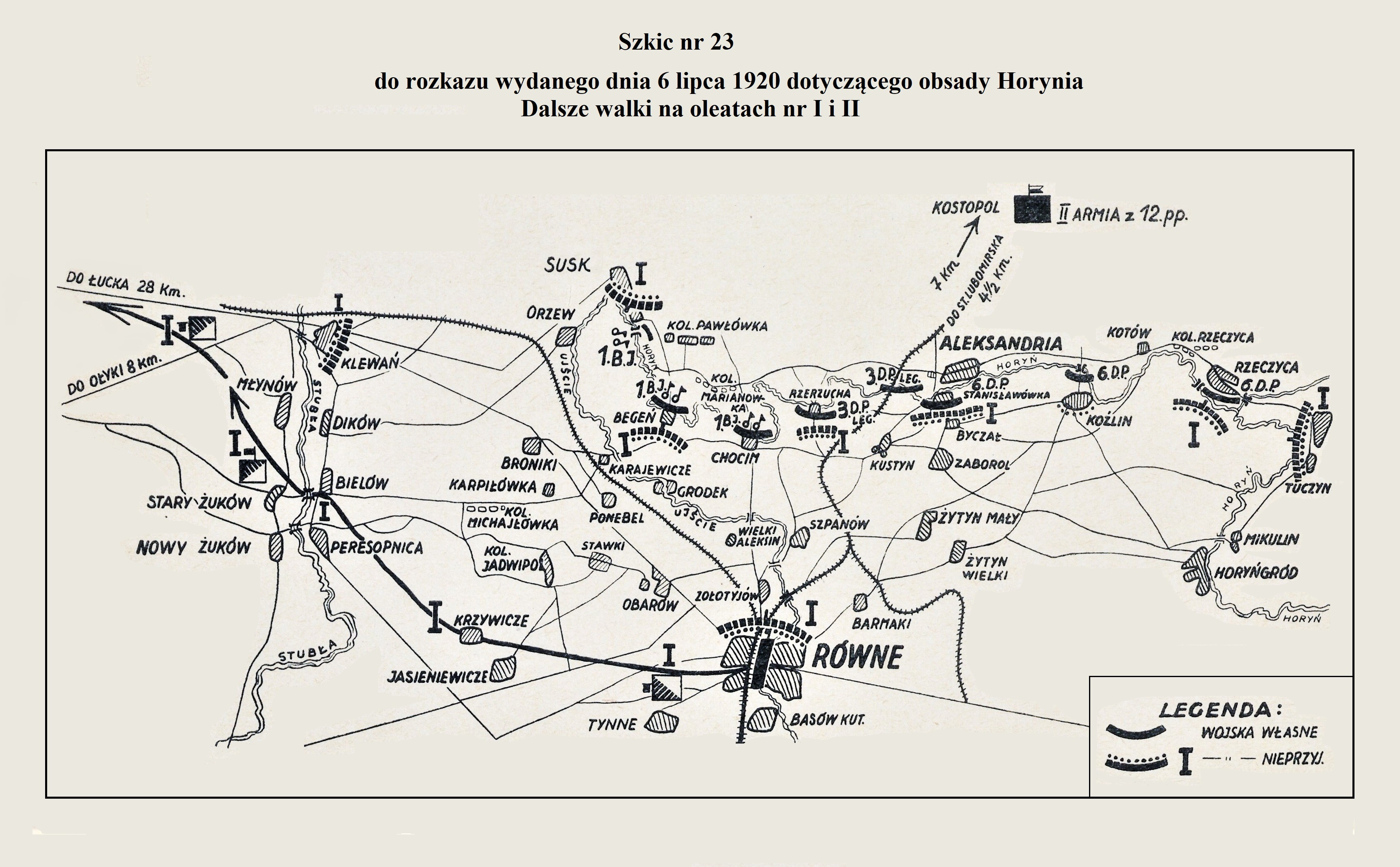
Gen. Kazimierz Raszewski, Wspomnienia z własnych przeżyć do końca roku 1920